# Peter Marc Jacobson
Peter Marc Jacobson (Queens (New York), 27 oktober 1957) is een Amerikaanse acteur, filmproducent, scenarioschrijver en filmregisseur.

## Biografie
Jacobson werd geboren in de borough Queens van New York, en ging naar de highschool op het Hillcrest High in Jamaica (Queens), een buurt in Queens, waar hij zijn toekomstige vrouw Fran Drescher leerde kennen. Zij verhuisden na school naar Los Angeles om een acteercarrière te beginnen. Ze trouwden in 1978, maar scheidden in 1999. Na de scheiding kwam Jacobson ervoor uit homo te zijn. Hij verhuisde terug naar New York.

## Filmografie

### Films
- 2009 Spread – als plastisch chirurg
- 1992 We're Talkin' Serious Money – als sukkel
- 1990 Desideri – als Alvise Contarini
- 1989 Love and Betrayal – als Clyde
- 1988 Dangerous Love – als Jay
- 1985 Movers & Shakers – als Robin
- 1981 Lunch Wagon – als Jed
- 1980 Gorp – als Steinberg

### Televisieseries
Uitgezonderd eenmalige gastrollen.
- 1989 - 1990 Generations - als John de interieurontwerper - 14 afl.
- 1984 – 1985 Dynasty – als Steward – 2 afl.
- 1983 Emerald Point N.A.S. –als Alex Newman – 2 afl.

### Filmproducent
- 2021 Country Comfort - televisieserie - 10 afl.
- 2011 - 2013 Happily Divorced – televisieserie - - 34 afl.
- 2010 The Fran Drescher Show – televisieserie
- 2009 Tease – televisieserie - 3 afl.
- 2004 – 2005 What I Like About You – televisieserie - 34 afl.
- 2004 New York Nick – televisieserie
- 1993 – 1999 The Nanny – televisieserie - 145 afl.
- 1997 The Beautician and the Beast – film

### Scenarioschrijver
- 2021 Country Comfort - televisieserie - 2 afl.
- 2015 Young & Hungry - televisieserie - 1 afl.
- 2011 Happily Divorced – televisieserie - 34 afl.
- 2009 Tease – televisieserie - 3 afl.
- 2007 La Niñera – televisieserie
- 2004 – 2006 What I Like About You – televisieserie - 5 afl.
- 2005 Niania - televisieserie
- 2005 La nany – televisieserie
- 2004 Moya prekrasnaya nyanua – televisieserie
- 2004 La Niñera – televisieserie
- 1993 – 1999 The Nanny – televisieserie - 145 afl.

### filmregisseur
- 2012 - 2013 Happily Divorced – televisieserie - 3 afl.
- 2009 Tease – televisieserie - 3 afl.
- 2008 Rita Rocks – televisieserie - 2 afl.
- 2006 Hope & Faith – televisieserie - 1 afl.
- 2005 What I Like About You – televisieserie - 3 afl.
- 2004 The Nanny Reunion: A Nosh to Remember – documentaire
- 2004 New York Nick – televisieserie
- 2003 Run of the House – televisieserie
- 1998 – 1999 The Nanny – televisieserie - 21 afl.

- Bibliothèque nationale de France: cb15028840n (data)
- International Standard Name Identifier: 0000 0000 0219 6319
- Virtual International Authority File: 54428775